# 南緯21度線
南緯21度線（なんい21どせん）は、地球の赤道面より南に地理緯度にして21度の角度を成す緯線。大西洋、アフリカ、インド洋、オーストララシア、太平洋、南アメリカを通過する。
この緯度の下では、夏至点時の可照時間は13時間25分であり、冬至点時の可照時間は10時間51分である。

## 通過する地域一覧
南緯21度線は、本初子午線から東に向かって以下の場所を通っている。
| 地理座標                                               | 国土・領土・領海 | 備考 |
| ------------------------------------------------------ | ---------------- | --- |
| 南緯21度0分 東経0度0分 / 南緯21.000度 東経0.000度      | 大西洋           | |
| 南緯21度0分 東経13度31分 / 南緯21.000度 東経13.517度   | ナミビア         | |
| 南緯21度0分 東経21度0分 / 南緯21.000度 東経21.000度    | ボツワナ         | |
| 南緯21度0分 東経27度42分 / 南緯21.000度 東経27.700度   | ジンバブエ       | |
| 南緯21度0分 東経32度28分 / 南緯21.000度 東経32.467度   | モザンビーク     | |
| 南緯21度0分 東経35度6分 / 南緯21.000度 東経35.100度    | インド洋         | モザンビーク海峡 |
| 南緯21度0分 東経43度52分 / 南緯21.000度 東経43.867度   | マダガスカル     | |
| 南緯21度0分 東経48度27分 / 南緯21.000度 東経48.450度   | インド洋         | |
| 南緯21度0分 東経55度15分 / 南緯21.000度 東経55.250度   | フランス         | レユニオン島 |
| 南緯21度0分 東経55度43分 / 南緯21.000度 東経55.717度   | インド洋         | バロー島（西オーストラリア州、 オーストラリア）のちょうど南を通過。 |
| 南緯21度0分 東経116度8分 / 南緯21.000度 東経116.133度  | オーストラリア   | 西オーストラリア州 ノーザンテリトリー クイーンズランド州 |
| 南緯21度0分 東経149度6分 / 南緯21.000度 東経149.100度  | 珊瑚海           | コーラル・シー諸島（ オーストラリア）を貫通する。 |
| 南緯21度0分 東経164度41分 / 南緯21.000度 東経164.683度 | ニューカレドニア | |
| 南緯21度0分 東経165度24分 / 南緯21.000度 東経165.400度 | 珊瑚海           | |
| 南緯21度0分 東経167度4分 / 南緯21.000度 東経167.067度  | ニューカレドニア | リフー島 |
| 南緯21度0分 東経167度22分 / 南緯21.000度 東経167.367度 | 太平洋           | トンガタプ島（ トンガ）のちょうど北を通過する。 ラロトンガ島（ クック諸島）のちょうど北を通過する。 アヌアヌラロ環礁（ フランス領ポリネシア）のちょうど南を通過する。 アヌアヌルンガ環礁（ フランス領ポリネシア）のちょうど北を通過する。 ヌクテピピ環礁（ フランス領ポリネシア）のちょうど北を通過する。 |
| 南緯21度0分 西経70度10分 / 南緯21.000度 西経70.167度   | チリ             | |
| 南緯21度0分 西経68度22分 / 南緯21.000度 西経68.367度   | ボリビア         | |
| 南緯21度0分 西経62度15分 / 南緯21.000度 西経62.250度   | パラグアイ       | |
| 南緯21度0分 西経57度50分 / 南緯21.000度 西経57.833度   | ブラジル         | マットグロッソ・ド・スル州 サンパウロ州 ミナスジェライス州 リオデジャネイロ州 エスピリトサント州 |
| 南緯21度0分 西経40度48分 / 南緯21.000度 西経40.800度   | 大西洋           | |